# ایلگار عبدالرحمانوف
ایلگار عبدالرحمانوف (انگلیسی: Ilgar Abdurahmanov؛ زادهٔ ۲۷ مارس ۱۹۷۹) بازیکن فوتبال اهل جمهوری آذربایجان است.
از باشگاه‌هایی که در آن بازی کرده‌است می‌توان به باشگاه فوتبال بلشیتا بابرویسک، باشگاه فوتبال چرنومورتس نووراسییسک، باشگاه فوتبال آنژی مخاچ‌قلعه، باشگاه فوتبال خزر لنکران، باشگاه فوتبال سیمرغ زاقاتالا، باشگاه فوتبال کاماز نابرژنیه چلنی، باشگاه فوتبال باکو، و باشگاه فوتبال لوکوموتیو مسکو اشاره کرد.
وی همچنین در تیم ملی فوتبال جمهوری آذربایجان بازی کرده‌است.